# Regionalwahl im Piemont 2024
Die Regionalwahl im Piemont 2024 fand am 8.–9. Juni zeitgleich mit der Europawahl statt. Gewählt wurden die 50 Mitglieder des Regionalrates (Consiglio regionale) und der Präsident des Regionalausschusses (Presidente della Giunta regionale).

Wahlkreise

Es gibt acht Wahlkreise, die den Provinzen entsprechen:
- Alessandria;
- Asti;
- Biella;
- Cuneo;
- Novara;
- Torino;
- Verbano-Cusio-Ossola;
- Vercelli.

Sperrklausel: 3 % (Listen); 5 % (Listengruppen); keine Sperrklausel (Listen, die mit einer Gruppe mit mindestens 5 % der Stimmen verbunden sind).

## Wahlergebnis
| Kandidaten                                      | Kandidaten           | Stimmen   | %    | Listen              | Stimmen   | %    | Mandate |
| ----------------------------------------------- | -------------------- | --------- | ---- | ------------------- | --------- | ---- | ------- |
|                                                 | Alberto Ciriogewählt | 1.055.753 | 56,1 | Fratelli d’Italia   | 403.954   | 24,4 | 11      |
| Cirio Presidente – Piemonte Moderato Liberale   | Alberto Ciriogewählt | 1.055.753 | 56,1 | 202.294             | 12,2      | 5    |         |
| Forza Italia – UDC – PLI                        | Alberto Ciriogewählt | 1.055.753 | 56,1 | 162.888             | 9,8       | 4    |         |
| Lega Salvini Piemonte                           | Alberto Ciriogewählt | 1.055.753 | 56,1 | 155.522             | 9,4       | 4    |         |
| Noi Moderati                                    | Alberto Ciriogewählt | 1.055.753 | 56,1 | 11.441              | 0,7       | –    |         |
| Mandate der Listengruppe                        | Alberto Ciriogewählt | 1.055.753 | 56,1 | –                   | –         | 6    |         |
| ↳ Gesamt                                        | Alberto Ciriogewählt | 1.055.753 | 56,1 | 936.099             | 56,6      | 30   |         |
|                                                 | Gianna Pentenero     | 630.853   | 33,5 | Partito Democratico | 395.710   | 23,9 | 12      |
| Alleanza Verdi e Sinistra                       | Gianna Pentenero     | 630.853   | 33,5 | 107.095             | 6,5       | 3    |         |
| Stati Uniti d’Europa (PSI – +Europa – IV – LDE) | Gianna Pentenero     | 630.853   | 33,5 | 40.223              | 2,4       | 1    |         |
| Lista Civica Pentenero Presidente               | Gianna Pentenero     | 630.853   | 33,5 | 24.835              | 1,5       | –    |         |
| Piemonte Ambientalista Solidale (Demos – Volt)  | Gianna Pentenero     | 630.853   | 33,5 | 14.536              | 0,9       | –    |         |
| Mandate der Listengruppe                        | Gianna Pentenero     | 630.853   | 33,5 | –                   | –         | 1    |         |
| ↳ Gesamt                                        | Gianna Pentenero     | 630.853   | 33,5 | 582.399             | 35,2      | 17   |         |
|                                                 | Sarah Disabato       | 144.420   | 7,7  | Movimento 5 Stelle  | 99.807    | 6,0  | 3       |
|                                                 | Francesca Frediani   | 28.191    | 1,5  | Piemonte Popolare   | 19.378    | 1,2  | –       |
|                                                 | Alberto Costanzo     | 21.564    | 1,1  | Libertà 1           | 16.064    | 1,0  | –       |
| Gesamt                                          | Gesamt               | 1.880.781 | 100  |                     | 1.653.747 | 100  | 50      |
|                                                 |                      |           |      |                     |           |      |         |
| Quelle: Innenministerium                        |                      |           |      |                     |           |      |         |

## Ergebnis nach Wahlkreisen
| Wahlkreis            | Kandidaten (%) | Kandidaten (%) | Kandidaten (%) | Kandidaten (%) | Kandidaten (%) | Gültige Stimmen | Wahl- beteiligung (%) |
| Wahlkreis            | Cirio          | Pentenero      | Di Sabato      | Frediani       | Costanzo       | Gültige Stimmen | Wahl- beteiligung (%) |
| -------------------- | -------------- | -------------- | -------------- | -------------- | -------------- | --------------- | --------------------- |
| Alessandria          | 61,6           | 28,4           | 7,3            | 1,3            | 1,2            | 177.776         | 53,7                  |
| Asti                 | 63,6           | 27,0           | 7,1            | 1,2            | 1,2            | 90.671          | 55,6                  |
| Biella               | 62,7           | 28,2           | 6,0            | 1,7            | 1,3            | 81.283          | 58,2                  |
| Cuneo                | 66,6           | 26,6           | 4,5            | 1,2            | 1,0            | 275.299         | 58,8                  |
| Novara               | 61,0           | 29,1           | 7,4            | 1,4            | 1,1            | 159.852         | 57,1                  |
| Torino               | 49,1           | 39,1           | 9,1            | 1,6            | 1,1            | 954.519         | 54,3                  |
| Verbano-Cusio-Ossola | 60,3           | 30,4           | 6,4            | 1,6            | 1,3            | 68.660          | 52,7                  |
| Vercelli             | 64,7           | 26,5           | 6,3            | 1,4            | 1,1            | 72.721          | 55,5                  |